# Octaspidiotus multipori
Octaspidiotus multipori är en insektsart som först beskrevs av Takahashi 1956.  Octaspidiotus multipori ingår i släktet Octaspidiotus och familjen pansarsköldlöss. Inga underarter finns listade i Catalogue of Life.